# Tabatha Ricci
Tabatha Ricci, née le 21 février 1995 à Birigüi (Brésil), est une pratiquante brésilienne d'arts martiaux mixtes (MMA). Depuis 2021, elle combat dans la catégorie des poids pailles de l'Ultimate Fighting Championship (UFC).

## Biographie
Tabatha Ricci Fabri Salto naît le 21 février 1995 à Birigüi, dans l'État de São Paulo, au Brésil. Suivant les traces de son père, elle commence à s'entraîner au judo à l'âge de six ans et se met au muay-thaï à l'âge de 15 ans. Elle commence à s'entraîner au jiu-jitsu brésilien à l'âge de 17 ans et participe à son premier combat d'arts martiaux mixtes (MMA) à 18 ans. En 2017, elle part au Japon pendant un an pour participer aux compétitions de la SEIZA, avant de s'installer en Amérique pour se concentrer sur le MMA.

## Carrière dans les arts martiaux mixtes

### Débuts et Legacy Fighting Alliance (2013-2021)
Le 7 décembre 2013, elle affronte sa compatriote Danielle Cunha à São Paulo et remporte le combat par soumission lors de la première reprise. Le 4 octobre 2014, la Pauliste affronte Graziele Ricotta à Ribeirão Preto. Là encore, elle remporte le combat par décision unanime.
Le 4 septembre 2020, elle affronte l'Américaine Kelsey Arnesen à Sioux Falls (Dakota du Sud) et gagne la confrontation par décision unanime. Le 29 janvier 2021, elle affronte l'Américaine Vanessa Marie Grimes à Park City (Kansas) et remporte le combat par soumission lors de la première reprise. Le 23 avril 2021, Ricci affronte Shawna Ormsby à Shawnee (Oklahoma) et s'impose par KO technique lors de la deuxième reprise.

### Ultimate Fighting Championship (2021-)
Le 5 juin 2021, Tabatha Ricci affronte Manon Fiorot à Las Vegas et perd le combat par KO technique lors de la deuxième reprise. Le 23 octobre, de nouveau à Las Vegas, elle affronte sa compatriote Maria Oliveira et gagne la confrontation par décision unanime. Le 21 mai 2022, toujours à Las Vegas, elle affronte Polyana Viana et remporte le combat par décision unanime.
Le 4 mars 2023, la Pauliste affronte Jessica Penne à Las Vegas et remporte le combat par soumission lors de la deuxième reprise. Le 24 juin, elle affronte la Canadienne Gillian Robertson à Jacksonville (Floride), et remporte le combat par décision unanime. Le 11 novembre, la native de Birigüi affronte la Mexicaine Loopy Godinez à New York, et perd le combat par décision partagée.
Le 11 mai 2024, Ricci affronte l'Américaine Tecia Pennington à Saint-Louis (Missouri), et gagne le combat par décision partagée. Le 24 août, elle affronte l'Américaine Angela Hill à Las Vegas et s'impose par décision unanime. Le 23 novembre, elle affronte la Chinoise Yan Xiaonan à Macao et perd le combat, là encore par décision unanime.
Le 26 juillet 2025, elle affronte sa compatriote Amanda Ribas à Abou Dabi et remporte le combat par KO technique lors de la deuxième reprise.

## Palmarès en arts martiaux mixtes
| 12 combats     | 10 victoires | 2 défaites |
| Par KO         | 0            | 0          |
| Par soumission | 3            | 0          |
| Sur décision   | 7            | 2          |

### Historique des combats
| Résultat | Record | Adversaire           | Méthode                       | Événement                                | Date             | Round | Temps | Lieu                           | Notes                    |
| -------- | ------ | -------------------- | ----------------------------- | ---------------------------------------- | ---------------- | ----- | ----- | ------------------------------ | ------------------------ |
| Victoire | 12-3   | Amanda Ribas         | TKO (coups de coude et poing) | UFC sur ABC : Whittaker contre de Ridder | 26 juillet 2025  | 2     | 2:59  | Abou Dabi, Émirats arabes unis |                          |
| Défaite  | 11-3   | Yan Xiaonan          | Décision unanime              | UFC Fight Night: Yan vs. Figueiredo      | 23 novembre 2024 | 3     | 5:00  | Macao, Chine                   |                          |
| Victoire | 11-2   | Angela Hill          | Décision unanime              | UFC on ESPN: Cannonier vs. Borralho      | 24 août 2024     | 3     | 5:00  | Las Vegas, Nevada              |                          |
| Victoire | 10-2   | Tecia Pennington     | Décision partagée             | UFC on ESPN: Lewis vs. Nascimento        | 11 mai 2024      | 3     | 5:00  | Saint-Louis, Missouri          |                          |
| Défaite  | 9-2    | Loopy Godinez        | Décision partagée             | UFC 295                                  | 11 novembre 2023 | 3     | 5:00  | New York, État de New York     |                          |
| Victoire | 9-1    | Gillian Robertson    | Décision unanime              | UFC on ABC: Emmett vs. Topuria           | 24 juin 2023     | 3     | 5:00  | Jacksonville, Floride          |                          |
| Victoire | 8-1    | Jessica Penne        | Soumission                    | UFC 285                                  | 4 mars 2023      | 2     | 2:14  | Las Vegas, Nevada              |                          |
| Victoire | 7-1    | Polyana Viana        | Décision unanime              | UFC Fight Night: Holm vs. Vieira         | 21 mai 2022      | 3     | 5:00  | Las Vegas, Nevada              |                          |
| Victoire | 6-1    | Maria Oliveira       | Décision unanime              | UFC Fight Night: Costa vs. Vettori       | 23 octobre 2021  | 3     | 5:00  | Las Vegas, Nevada              | Retour en poids pailles. |
| Défaite  | 5-1    | Manon Fiorot         | TKO (coups de poing)          | UFC Fight Night: Rozenstruik vs. Sakai   | 5 juin 2021      | 2     | 3:00  | Las Vegas, Nevada              | Début en poids mouches.  |
| Victoire | 5-0    | Shawna Ormsby        | TKO (coups de poing)          | LFA 105                                  | 23 avril 2021    | 2     | 4:50  | Shawnee, Oklahoma              |                          |
| Victoire | 4-0    | Vanessa Marie Grimes | Soumission                    | LFA 98                                   | 29 janvier 2021  | 1     | 1:07  | Park City, Kansas              |                          |
| Victoire | 3-0    | Kelsey Arnesen       | Décision unanime              | LFA 90                                   | 4 septembre 2020 | 3     | 5:00  | Sioux Falls, Dakota du Sud     |                          |
| Victoire | 2-0    | Graziele Ricotta     | Décision unanime              | Brazilian Fighting Championship 4        | 4 octobre 2014   | 3     | 5:00  | Ribeirão Preto, Brésil         |                          |
| Victoire | 1-0    | Danielle Cunha       | Soumission                    | Fight Masters Combat 1                   | 7 décembre 2013  | 1     | 2:30  | São Paulo, Brésil              | Début en poids pailles.  |